# Сјалец (језеро)
Сјалец или Селец (блр. Вадасховішча Сялец; рус. Водохранилище Селец) вештачко је језеро у северном делу Бјарозавског рејона Брестске области у Републици Белорусији. Саграђено је нареци Јасељди (део басена реке Припјат).
Језеро се налази на око 7 км северозападно од града Бјарозе. Акумулације је саграђена 1985. са циљем снабдевања водом околних насељених места и пољопривредних површина. 
Површина језера је око 20,7 км². Због равничарског терена око језера је подигнут земљани насип дужине око 13,7 км, и ширине до 4,5 км. Максимална дубина воде у језеру је до 5,5 метара, а колебање нивоа језера на годишњем нивоу око 2,5 метара. Запремина језера је до 56,3 км³.